# Symfonie nr. 6 (Beethoven)
Ludwig van Beethoven componeerde zijn Zesde Symfonie in F majeur Pastorale opus 68 gedurende de jaren 1802 tot 1808 in Wenen. Het is een van de niet al te talrijke voorbeelden in zijn oeuvre van programmamuziek, een pastorale. Typerend zijn gebruik van de toonsoort F-groot: van oudsher de toonsoort van de pastorale (Bach bijvoorbeeld).
Wat de Pastorale onderscheidt van alle andere symfonieën van Beethoven zijn de beschrijvingen die elk deel heeft. De symfonie bestaat uit vijf delen, waarvan de drie laatste in elkaar overgaan. Door de beschrijvingen ontstaat het beeld van een picknick die of een boerenfeestje dat door een onweer onderbroken wordt:
1. Allegro ma non troppo: Ontwaken van vrolijke gevoelens bij aankomst op het land
2. Andante molto mosso: Scène bij de beek
3. Allegro: Vrolijk samenzijn van de landmensen
4. Allegro: Onweer en storm
5. Allegretto: Herderslied - vreugde en dankbare gevoelens na de storm

Het meest programmatische deel is wel het extra deel: Gewitter und Sturm. Beethoven kende uiteraard vergelijkbare passages in Haydns Die Jahreszeiten.

## Instrumentatie
De symfonie is gecomponeerd voor piccolo (enkel vierde deel), 2 fluiten, 2 hobo's, 2 klarinetten in bes, 2 fagotten, 2 hoorns in f en bes, 2 trompetten in c en es, 2 trombones (alt en tenor), pauken en strijkers.

## Muziek
1. Allegro ma non troppo
|  |                 |
|  | (download·info) |

2. Andante molto mosso
|  |                 |
|  | (download·info) |

3. Allegro
|  |                 |
|  | (download·info) |

4. Allegro
|  |                 |
|  | (download·info) |

5. Allegretto
|  |                 |
|  | (download·info) |

1 in C · 2 in D · 3 in Es (Eroica) · 4 in Bes · 5 in c (Noodlot) · 6 in F (Pastorale) · 7 in A · 8 in F · 9 in d (Koorsymfonie)

Hypothetisch: Nr. 10 in Es